# Џејн Марч
Џејн Марч (енгл. Jane March) је енглеска филмска глумица, која је рођена 20. марта 1973. године у Лондону (Енглеска).

## Биографија
Рођена као Џејн Марч Хорвуд (енгл. Jane March Horwood) у Лондону (Енглеска), од оца Бернарда (Енглез са шпанским пореклом) и мајке Џин (Кинеско вијетнамског порекла).
Своју каријеру започиње као модел још као девојчица, а већ са 18 година дебитује у филму Љубавник. Касније игра са Брусом Вилисом у филму Боја ноћи, да би после уследили мање познати филмови као што су: Never Ever, Tarzan and the Lost City, Provocateur, Dark Prince: The True Story of Dracula, Beauty and the Beast и The Stone Merchant.

## Филмографија
| Год. | Српски назив            | Оригинални назив | Улога         |
| ---- | ----------------------- | ---------------- | ------------- |
| 2007 |                         |                  | Лиза          |
| 2006 |                         |                  | Леда          |
| 2003 | Лепотица и звер         |                  | Фреја         |
| 2000 |                         |                  | Лидија        |
| 1998 |                         |                  | Сук Хи/Мија   |
| 1998 | Тарзан и изгубљени град |                  | Џејн Портер   |
| 1996 |                         | Never Ever       |               |
| 1994 | Боја ноћи               |                  | Роуз          |
| 1992 | Љубавник                |                  | Млада девојка |